# Ķegums (novads)
Ķegums (łot.: Ķeguma novads) – jeden z łotewskich novadsów, funkcjonujący w latach 2009–2021.

## Historia
Novads powstało na terenach należących przed 2009 do rejonu Ogre.
W skład novadsu wchodziło miasto Ķegums oraz trzy pagastsy: Birzgale, Rembate i Tome. Jego stolicą zostało miasto Ķegums.
Zlikwidowany w ramach reformy administracyjnej 30 czerwca 2021. Wszedł w całości w skład nowego novadsu Ogre.